# Godfried Donkor
Godfired Donkor (Ghana, 1964) è un artista ghanese.

## Biografia
Godfried Donkor è un artista del Ghana e vive e lavora a Londra. È conosciuto principalmente per il suo lavoro di collage, ed è stato descritto come simile a Keith Piper e Isaac Julien. Alcune delle sue opere raffigurano pugili, come ad esempio Jack Johnson e Muhammad Ali. Ha effettuato numerose mostre personali, sia negli Stati Uniti e in Europa, ed è stato il rappresentante del Ghana alla Biennale di Venezia 2001. Il lavoro di Donkor è nella collezione del Museo Nazionale d'Arte Africana allo Smithsonian Institution. 

## Pratica artistica
I collage di Godfried Donkor fondono i simboli del XVIII secolo del commercio degli schiavi con le immagini di ragazze glamour contemporanee di Trinidad, tutto sullo sfondo delle pagine del Financial Times. Donkor giustappone questi elementi incongrui come un mezzo per scrutare i temi del capitalismo, la globalizzazione e la liberazione.